# Nyssa (Oregon)
Nyssa ist eine Stadt (city) im Malheur County im US-Bundesstaat Oregon. Das U.S. Census Bureau hat bei der Volkszählung 2020 eine Einwohnerzahl von 3.198 ermittelt.

## Lage
Nyssa liegt am Snake River im Norden des im Malheur County an der Grenze zu Idaho, etwa 25 Kilometer südöstlich des County Seat Vale, auf einer Höhe von 664 Metern. Durch die Stadt führen streckengleich der U.S. Highway 20 und der U.S. Highway 26, die den Fluss über die Nyssa Bridge überqueren. 
Die Stadt hat eine Fläche von 4,01 km², und zwar ausschließlich Landfläche.

## Demografie
Laut United States Census 2010 hatte Nyssa 3267 Einwohner, davon 1637 Männer und 1630 Frauen. 1228 Einwohner waren unter 20 Jahre alt, 427 waren 65 oder älter.